# غوستاف جنسن
غوستاف جنسن (بالنرويجية البوكمول: Gustav Jensen)‏ هو كاتب ترانيم وقسيس نرويجي، ولد في 13 يوليو 1845، وتوفي في 2 نوفمبر 1922.

## وصلات خارجية
- غوستاف جنسن على موقع ميوزك برينز (الإنجليزية)
- غوستاف جنسن على موقع ديسكوغز (الإنجليزية)